# كارلوس بروخ
كارلوس بروخ (بالإسبانية: Carlos Bruch)‏ هو عالم حشرات أرجنتيني، ولد في 1 أبريل 1869 في ميونخ في ألمانيا، وتوفي في 3 يوليو 1943 في فيسنتي لوبيز ‏ في الأرجنتين.